# Dülük
Dülük (in armeno Տլուք?, Tlukʿ) è un quartiere della municipalità e del distretto di Şehitkamil, nella provincia di Gaziantep, in Turchia. La popolazione era pari a 2 826 abitanti nel 2022. Si trova a circa 10 km dal centro urbano di Gaziantep. Il suo nome in epoca antica era Doliche (Δολίχη), mentre nel corso delle crociate Tulupa.